# Love Is Like
Love Is Like — восьмой студийный альбом американской поп-рок-группы Maroon 5 из Лос-Анджелеса. Он был выпущен 15 августа 2025 года лейблами 222 Records и Interscope Records и стал продолжением седьмого студийного альбома группы Jordi (2021). Это их первый альбом с тем же составом, что и предыдущий, после Hands All Over (2010), и первый альбом, в котором в качестве авторов песен указаны другие участники группы, помимо фронтмена Адама Левина, после Overexposed (2012). Спродюсированный Федерико Виндвером, Джейкобом Кашером Хиндлином и Ноа «Mailbox» Пассовым вместе с фронтменом группы Левином и бас-гитаристом Сэмом Фарраром, альбом также включает гостевое появление тайской рэперши и певицы Лисы Манобан, а также дополнительные песни от Эми Аллен, Майкла Поллака, Рии Раджагопалан, Али Тампоси и ведущего гитариста группы Джеймса Валентайна.
Для продвижения альбома группа анонсировала тур Love Is Like US Fall Tour на 23 июня 2025 года, который должен состояться в октябре и ноябре 2025 года при поддержке американской поп-певицы и автора песен Клэр Розинкранц. «Priceless» с участием Лисы был выпущен 2 мая 2025 года в качестве ведущего сингла. Он дебютировал на 76-м месте в американском чарте Billboard Hot 100 и вошел в десятку лучших синглов в восемнадцати регионах. Второй сингл, «All Night», был выпущен 23 июня.

## История
7 апреля 2025 года вокалист Maroon 5 Адам Левин подтвердил на The Tonight Show Starring Jimmy Fallon, что группа планирует выпустить альбом «летом». Он также сообщил, что альбом будет предшествовать туру, который начнется «осенью». 23 июня Maroon 5 официально анонсировали свой восьмой студийный альбом Love Is Like, релиз которого запланирован на 15 августа. Это первый альбом группы за четыре года с момента выхода Jordi (2021). Они также анонсировали тур по США в поддержку альбома, который начнется 6 октября в Финиксе и закончится 25 ноября в Детройте.

## Синглы
Альбом был прорекламирован двумя синглами. Главный сингл «Priceless» с участием Лисы Манобан был выпущен 2 мая 2025 года. Песня дебютировала под номером 76 в американском чарте Billboard Hot 100. Второй сингл «All Night» был выпущен 23 июня.

## Список композиций
По данным сервиса Apple Music.
| №                   | Название                               | Автор(ы) | Продюсеры                            | Длительность |
| ------------------- | -------------------------------------- | --- | ------------------------------------ | ------------ |
| 1.                  | «Hideaway»                             | Adam Levine Sam Farrar Federico Vindver Jacob Kasher Hindlin Natalie Salomon Elof Loelv                       | Vindver JKash                        | 2:49         |
| 2.                  | «Love is Like» (при участии Lil Wayne) | Levine Dwayne Carter Bobby Love Vindver Hindlin Jo Armstead Solomon Nickolas Ashford Rio Root Valerie Simpson | Vindver JKash Root Love              | 2:54         |
| 3.                  | «All Night»                            | Адам Левин Джеймс Валентайн Sam Farrar Federico Vindver Jacob Kasher Hindlin Майкла Поллака                   | Farrar Vindver JKash Noah Passovoy   | 2:45         |
| 4.                  | «Yes I Did»                            | Levine Vindver Solomon Root Sam Dees                                                                          |                                      | 3:36         |
| 5.                  | «Priceless» (при участии Лисы Манобан) | Levine Farrar Lisa Vindver Hindlin Pollack Ali Tamposi Rhea Rajagopalan                                       | Levine Farrar Vindver JKash Passovoy | 2:43         |
| 6.                  | «I Like It» (при участии Sexxy Red)    | Levine Janae Wherry Earl Moss Vindver Hindlin Solomon Szeryf Woody Pride                                      | Levine Vindver JKash                 | 2:32         |
| 7.                  | «Burn Burn Burn»                       | Levine Vindver Hindlin Salomon Charlie Hunter Root                                                            | Vindver JKash Root                   | 2:33         |
| 8.                  | «Jealousy Problems»                    | Levine Vindver Loelv Salomon Lenny Goldsmith Viktor Vaughn                                                    | Vindver JKash Loelv                  | 2:51         |
| 9.                  | «My Love»                              | Levine Farrar Vindver Hindlin Loelv                                                                           | JKash                                | 2:37         |
| 10.                 | «California»                           | Levine Jesse Carmichael Valentine Farrar PJ Morton Matt Flynn Vindver Natalie Salomon                         | Vindver JKash                        | 2:16         |
| Общая длительность: | Общая длительность:                    | Общая длительность:                                                                                           | Общая длительность:                  | 27:40        |

## Чарты
| Чарт (2025)                     | Высшая позиция |
| ------------------------------- | -------------- |
| Япония (Oricon)                 | 16             |
| Япония (Digital Albums, Oricon) | 4              |